# 트란스발 식민지
트란스발 식민지는 발강 근처에 위치한, 현재 남아프리카 공화국에 위치하고 있는 과거 영국의 식민지였다. 본래는 1856년에 보어인들이 건국한 남아프리카 공화국이었으나, 영국이 제2차 보어 전쟁 당시 트란스발을 점령하여서 트란스발 식민지로 만들었고 1910년에는 남아프리카 연방의 한 주인 트란스발주로 편입시켰다.

## 역사
트란스발은 1830년대에서 1840년대 사이에 대이주 즉 Gret Trek 기간 당시에 케이프 식민지에서 영국의 지배에 반발하여 이주해 온 보어인에 의해서 건국되었다. 이주한 보어인들은 영국의 지배를 피해서 북부 지역에 몇몇 작은 자치공화국들을 세웠다. 대이주는 영국이 네덜란드 식민지였던 케이프 식민지를 차지하고 또한 노예제도를 금지하는 법안을 만든 것때문에 발생하였고, 보어 인들은 이주 중에 여러 아프리카 원주민과 전투를 벌이기도 했다. 많은 이주자들은 발강 근처에 도착했고, 거기서 소규모의 여러 공화국들을 세웠는데, 나중에 남아프리카 공화국(Zuid Afrikaanse Republiek, Z.A.R.)이라는 하나의 보어 공화국으로 통일되었다. 한편 그때 이미 오렌지 강에 정착한 보어인들은 오렌지 자유국을 건국한 상태였다.
1850년대에 영국은 오렌지 자유국과 트란스발 공화국의 독립을 인정한 상태였다. 하지만 1877년 영국은 보어인과 줄루인간의 국경분쟁을 해결하는 가장 간단하고 편리한 방법으로 트란스발을 공격, 식민화하였다. 하지만 이 일은 트란스발을 경제위기로부터 구했다고 평가되고 있다. 하지만 이들은 1881년 제1차 보어 전쟁에서 유리한 위치를 차지, 1881년의 프리토리아 협정으로 독립을 되찾았다.
1885년에서 1886년 사이에 엄청난 양의 금이 발견되었다. 트란스발은 자금난으로 국가적 개발은 불가능했기 때문에 많은 외국 기업을 끌어들이려고 했고, 그로 인해 많은 외국인 특히 영국인들이 입국했다. 트란스발의 부는 대부분 영국인이 소유하게 되었고 보어인이 지배하는 케이프 식민지라는 이름도 얻게 되었다. 결국 아예 영국은 트란스발을 식민지로 편입하기 위해서 전쟁을 일으켰다. 보어인들은 독일인으로부터 무기를 공급받으며 게릴라전을 벌였으나 결국에는 제 2차 보어전쟁은 베르니이헝 조약이 1902년 5월 31일, 영국이 오렌지 자유국과 남아프리카 인민 공화국을 흡수하는 것으로 체결되며 결국 식민화되었다. 1910년에 케이프 식민지와 오렌지 강 식민지, 나탈 식민지와 트란스발 식민지는 연합하여 5월 31일에 남아프리카 연방을 창설했고, 트란스발 식민지는 트란스발주가 되었다.

## 지리적 특징
남부 트란스발은 발강 근처에, 북부 트란스발은 림포포강 근처에 있으며, 남위 22.5도에서 27.5도 사이, 경도로는 동경 25도에서 동경 32도 사이에 있다. 남쪽으로는 오렌지강 식민지와의 국경을 두고 있었고, 나탈 식민지와도 국경이 맡닿아 있었다. 서쪽으로는 케이프 식민지와 국경을 두고 있었으며 후일에 보츠와나가 되는 베추아날란드 보호령과도 국경을 두고 있었다. 북으로는 후일 짐바브웨로 독림하는 로디지아, 동으로는 현재의 모잠비크인 포르투갈령 동아프리카, 스와질란드(현재의 에스와티니)와 국경을 두고 있었다. 남서부를 제외하고는 거의 자연적 경계가 그대로 국경으로 설정되었다. 몇몇 반투스탄들은 트란스발 내부에 위치하기도 했다.

## 대중 문화에서의 등장
프랑크 타시린의 1938년작 워너 브라더스사의 만화인 유얼 언 에듀케이션중 바그다드의 도둑이 트란스발에서 다이아몬드를 훔칠때 등장한다.

## 같이 보기
- 트란스발 공화국의 국기
- 남아프리카의 역사
- 남아프리카 공화국
- 트란스발 내전
- 남아프리카 공화국의 역사